# Museum des Jahres
Das Museum des Jahres wird von Kunstkritikern der deutschen Sektion des internationalen Kunstkritikerverbandes AICA gewählt. Die AICA Deutschland "würdigt Kunstmuseen, die über einen längeren Zeitraum vorbildliche Konzepte des Ausstellens, Sammelns oder der Vermittlung realisiert haben."

## Preisträger
| Jahr | Museum                                        | Stadt             |
| ---- | --------------------------------------------- | ----------------- |
| 2004 | Museum Kurhaus Kleve                          | Kleve             |
| 2005 | Staatliches Museum Schwerin                   | Schwerin          |
| 2006 | Josef-Albers-Museum Quadrat                   | Bottrop           |
| 2007 | Museum Wiesbaden                              | Wiesbaden         |
| 2008 | Kupferstichkabinett Dresden                   | Dresden           |
| 2009 | Museum Morsbroich                             | Leverkusen        |
| 2010 | Kunstsammlungen Chemnitz                      | Chemnitz          |
| 2011 | Museum für Gegenwartskunst                    | Siegen            |
| 2012 | Städelsches Kunstinstitut                     | Frankfurt am Main |
| 2013 | Kolumba                                       | Köln              |
| 2014 | MARTa                                         | Herford           |
| 2015 | Kunstmuseum Ravensburg                        | Ravensburg        |
| 2016 | Museum Abteiberg                              | Mönchengladbach   |
| 2017 | Sprengel Museum                               | Hannover          |
| 2018 | Ludwig Forum für Internationale Kunst         | Aachen            |
| 2019 | Museum Folkwang                               | Essen             |
| 2020 | Bauhaus Museum                                | Dessau            |
| 2021 | Kunstmuseum Stuttgart                         | Stuttgart         |
| 2022 | Kunstmuseen Krefeld                           | Krefeld           |
| 2023 | Brücke-Museum                                 | Berlin            |
| 2024 | Archiv der Avantgarden – Egidio Marzona (ADA) | Dresden           |